# Tomasz Kuszczak
Tomasz Mirosław Kuszczak (prononcer /ˈtɔmaʂ ˈkuʂtʂak/), né le 20 mars 1982 à Krosno Odrzańskie, est un footballeur international polonais qui évolue au poste de gardien de but.

## Biographie

### Débuts en Allemagne
Tomasz Kuszczak commence sa carrière au Śląsk Wrocław, avant de rejoindre l'Allemagne et Uerdingen. En 2000, il signe au Hertha Berlin. La première année, il évolue avec l'équipe réserve, puis intègre en 2001 l'effectif professionnel. Le Polonais n'est que le troisième choix des entraîneurs de l'époque, derrière Gábor Király et Christian Fiedler. Il fait ses débuts en équipe nationale le 11 décembre 2003 face à Malte (match remporté par la Pologne quatre buts à zéro). Trois jours plus tard, il dispute une autre rencontre face à la Lituanie. Le 14 juillet 2004, alors que son contrat s'achève et qu'il n'a toujours pas disputé la moindre rencontre en Bundesliga, Tomasz Kuszczak rejoint West Bromwich Albion, club anglais s'étant classé deuxième de la toute dernière édition de la First Division et donc tout juste promu en Premier League.

### West Bromwich Albion (2004-2007)
Avec West Brom, Kuszczak fait ses débuts en championnat le 18 septembre face à Fulham. Durant quasiment toute la saison, il joue le rôle de doublure, Russell Hoult disputant la totalité des matches. Le 7 mai 2005, lors de la trente-septième journée et alors que West Bromwich se bat pour éviter la relégation, il entre en jeu à Old Trafford à la vingt-deuxième minute, le gardien titulaire s'étant blessé, et sauve à plusieurs reprises son équipe. À la fin de cette rencontre, il est désigné « homme du match », ayant réussi à tenir le résultat nul. Pour la première fois depuis l'avènement de la Premier League en 1992, aucun club n'est assuré d'être relégué avant la dernière journée, augmentant donc la pression sur l'inexpérimenté gardien polonais. Le 15, jour de « Survival Sunday », Kuszczak et West Bromwich débutent leur rencontre contre Portsmouth à la dernière place du classement. En réitérant sa bonne performance de Manchester, il permet au club de se maintenir dans l'élite, les trois concurrents des Baggies ayant concédé soit la défaite soit le match nul. Kuszczak, avec ses coéquipiers, écrit également une nouvelle page dans l'histoire du championnat, un club dernier à Noël n'ayant jamais réussi à se maintenir dans l'élite.
La saison suivante, et avec l'arrivée du liverpuldien Chris Kirkland sous la forme d'un prêt, Kuszczak commence sur le banc de touche. Le 30 octobre, il participe à sa première rencontre, le numéro un au poste étant blessé. Il termine l'année sur le terrain malgré le retour de l'Anglais, tout en continuant à impressionner Bryan Robson, le coach de l'époque. Cependant, il n'arrive pas une seconde fois consécutive à maintenir le club en Premier League. À la fin de la saison, l'émission télévisée de la BBC « Match of the Day » lui attribue l'arrêt de l'année, effectué le 15 janvier 2006 contre Wigan. Tomasz Kuszczak est cependant récompensé en équipe nationale, étant appelé pour participer à la coupe du monde. Mais il ne dispute aucun match, barré par Artur Boruc. Quelque temps auparavant, Kuszczak s'était « illustré » en concédant un but de Luis Enrique Martínez, le gardien de l'équipe nationale de Colombie, lors d'une relance au pied à priori anodine. Convoité par plusieurs clubs anglais, Robson confirme le 7 juillet le prêt du joueur pour Manchester United, transaction conclue pour deux millions de livres sterling environ. Le 3 août, le montant est réévalué de cinq cent mille livres. Une semaine plus tard, Kuszczak rejoint officiellement Manchester United, qui inclut dans le transfert Luke Steele et Paul McShane.

### Manchester United (2006-2012)
Lors de l'arrivée du Polonais à Manchester, David Gill, homme important dans l'exécutif du club, affiche clairement son intention : transformer le prêt de Kuszczak en transfert définitif. « Il est venu chez nous pour un prêt d'une année, et sera définitivement mancunien en juillet 2007 », dira-t-il. Sa première titularisation en Premier League a lieu contre Arsenal, lors de la quatrième journée le 17 septembre 2006. Lors de cette rencontre, le gardien polonais provoque et stoppe un pénalty tiré par le Brésilien Gilberto Silva, mais ne peut empêcher la défaite des siens par un but à zéro, inscrit par Emmanuel Adebayor. Malgré le fait que Kuszczak n'ait pas disputé énormément de matches lors de cette saison, il obtient son premier trophée le 13 mai 2007, grâce à une demande spéciale de son club faite à la fédération. Manchester est alors champion d'Angleterre, possédant six points de plus que Chelsea. Comme prévu, le transfert définitif de Kuszczak est signé le 2 juillet. Toujours derrière Edwin van der Sar, il ne cache pas ses intentions de devenir un jour le titulaire. 

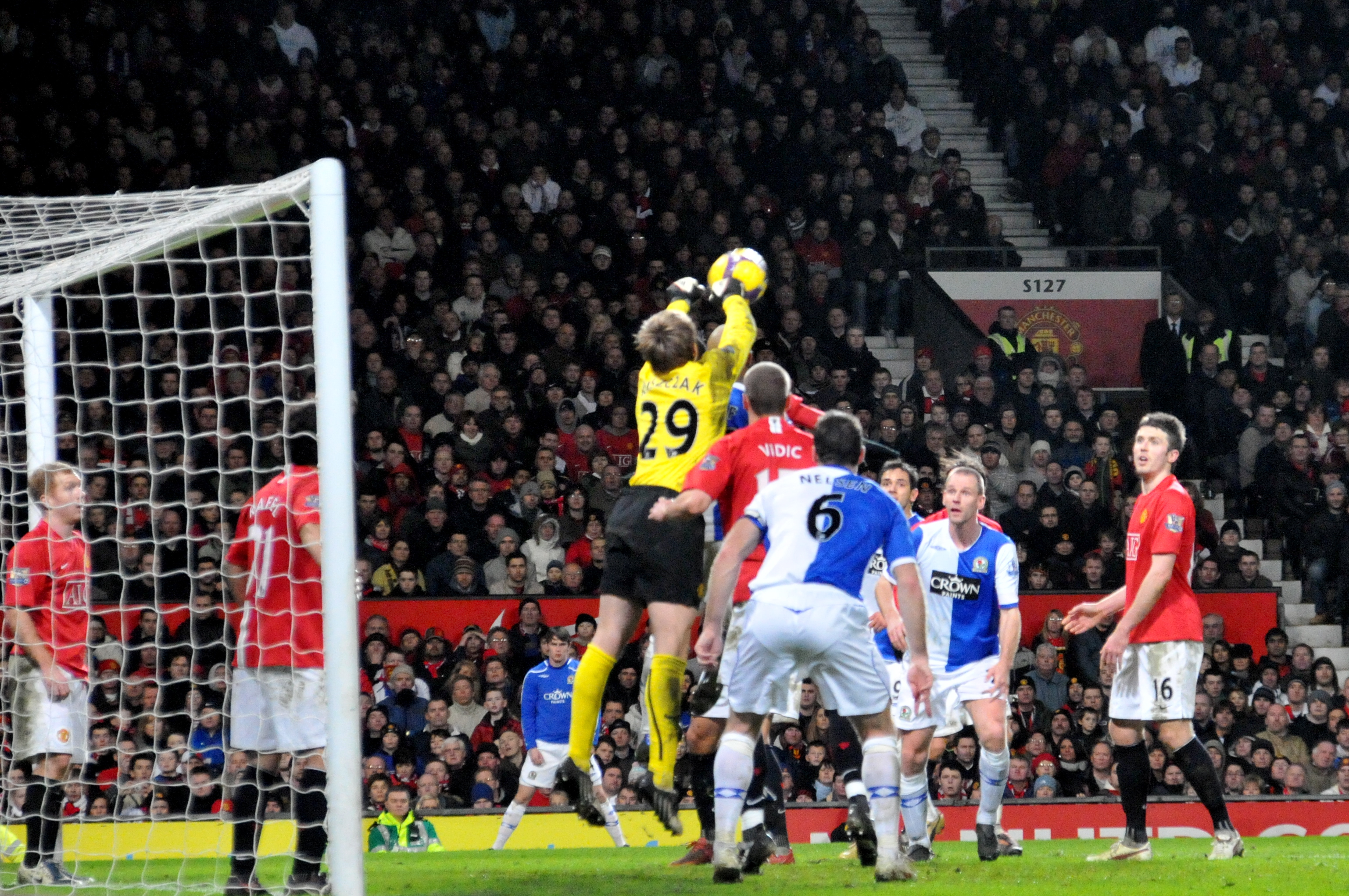
Contre Blackburn, boxant la balle des deux poings.

Le 2 octobre, il dispute sa première rencontre européenne contre la Roma, et effectue un clean sheet, c'est-à-dire un match sans encaisser de but. Le 8 mars 2008, il obtient le premier carton rouge de sa carrière en Angleterre, en déséquilibrant le joueur de Pompey Milan Baroš, ce qui provoque un pénalty que Rio Ferdinand (alors dans les cages, Manchester n'ayant plus de remplacements à effectuer) ne peut arrêter. Le 21 mai, il obtient son premier grand titre européen, en remportant la Ligue des Champions face à Chelsea. Il ne prend cependant pas part à la rencontre, et assiste à la victoire des siens du banc des remplaçants. À la fin de la saison, le sélectionneur de l'équipe de Pologne, Leo Beenhakker, le retient parmi l'effectif de vingt-trois joueurs appelé à participer à l'Euro. Mais le 6 juin, Kuszczak se blesse au dos lors de l'entraînement. Indisponible trois semaines, il est contraint de déclarer forfait pour la compétition.
Le 15 septembre 2008, il prolonge son contrat de deux ans, ce qui le lie avec Manchester jusqu'en 2012. Cependant, Alex Ferguson lui préfère Ben Foster dans le rôle de doublure. Choisi généralement pour les rencontres de coupe, Tomasz Kuszczak ne dispute pas la finale de la coupe de la Ligue, et voit du banc le jeune Anglais repousser un tir au but et remporter le trophée Alan Hardaker, récompensant le meilleur joueur de la finale. Mais avec la nouvelle blessure de Foster, Kuszczak assiste une nouvelle fois du banc au sacre de son équipe en championnat, le 16 mai 2009, et est pour la deuxième fois consécutive couché sur la feuille de match de la finale de la Ligue des Champions, perdue par son équipe contre Barcelone par deux buts à zéro.
Avec la blessure estivale de Van der Sar lors de l'Audi Cup, Alex Ferguson choisit Foster pour le début de la saison. Trop approximatif, ses erreurs valent cher, comme celles qui font perdre Manchester lors du Community Shield, ou même en championnat où ses fautes de main valent quelques points. Tomasz Kuszczak profite donc de l'occasion, et retrouve les buts de Manchester le 28 novembre à Fratton Park. Trompé seulement sur pénalty, il conserve sa place, face à Tottenham puis West Ham, et garde ses cages inviolées. En Ligue des champions, Vidić, Ferdinand, Brown et Neville manquant à l'appel, Kuszczak, patron de la défense, assure le bon résultat de son équipe face au VfL Wolfsburg. Souvent remplaçant avec le sélectionneur néerlandais, il reçoit le numéro un par Franciszek Smuda, en poste depuis le 29 octobre 2009. Il continue ensuite à étoffer ses statistiques en club, et son intérim satisfait le coach écossais qui déclare avoir écarté Foster dans ses plans. Cependant, avec le retour de Van der Sar en janvier 2010, Kuszczak perd sa place. Le 28 février, il retrouve les terrains pour disputer la finale de la coupe de la Ligue contre Aston Villa. Trompé par James Milner sur pénalty, il garde ensuite sa cage inviolée, et voit de son but ses coéquipiers revenir au score puis remporter le match. 
Le 21 février 2012, en manque de temps de jeu et relégué en quatrième position derrière David de Gea, Anders Lindegaard et le jeune Ben Amos, Kuszczak est prêté au club de Watford, qui évolue en 2e division anglaise, jusqu'à la fin de la saison. Il joue 13 matchs avant de réintégrer l'effectif des Red Devils à l'issue de la saison. 
Le 1er juin 2012, le club mancunien annonce que le contrat du gardien de but polonais, qui expire le 30 juin, n'est pas prolongé.

### Brighton & Hove Albion (2012-2014)
Le 20 juin 2012, il signe un contrat de deux ans en faveur de Brighton & Hove Albion qui évolue en D2 anglaise, le transfert prenant effet le 1er juillet suivant.

### Wolverhampton Wanderers (2014-2015)
Le 3 novembre 2014, il signe un contrat de deux mois au faveur des Wolves. Ce contrat est finalement prolongé jusqu'à la fin de la saison. Il participe à 13 matchs de D2 avant de rejoindre Birmingham City l'été suivant.

### Birmingham City (2015-...)
Le 1er juillet 2015, le gardien polonais signe donc un contrat de deux ans avec Birmingham City.

## Statistiques
| Saison                | Club                     | Championnat           | Championnat | Championnat | Coupe(s) nationale(s) | Coupe(s) nationale(s) | Supercoupe | Supercoupe | Compétition(s) continentale(s) | Compétition(s) continentale(s) | Compétition(s) continentale(s) | Supercoupe d'Europe | Supercoupe d'Europe | Coupe du monde des clubs | Coupe du monde des clubs | Pologne | Pologne | Total | Total |
| Saison                | Club                     | Division              | M.          | B.          | M.                    | B.                    | M.         | B.         | Comp.                          | M.                             | B.                             | M.                  | B.                  | M.                       | B.                       | M.      | B.      | M.    | B.    |
| 2003-2004             | Hertha Berlin            | Bundesliga            | -           | -           | -                     | -                     | -          | -          | -                              | -                              | -                              | -                   | -                   | -                        | -                        | 2       | 0       | 2     | 0     |
| Sous-total            | Sous-total               | Sous-total            | -           | -           | -                     | -                     | -          | -          | -                              | 0                              | 0                              | -                   | -                   | -                        | -                        | 2       | 0       | 2     | 0     |
| 2004-2005             | West Bromwich Albion     | Premier League        | 3           | 0           | 2                     | 0                     | -          | -          | -                              | -                              | -                              | -                   | -                   | -                        | -                        | -       | -       | 5     | 0     |
| 2005-2006             | West Bromwich Albion     | Premier League        | 28          | 0           | 2                     | 0                     | -          | -          | -                              | -                              | -                              | -                   | -                   | -                        | -                        | 2       | 0       | 32    | 0     |
| Sous-total            | Sous-total               | Sous-total            | 31          | 0           | 4                     | 0                     | -          | -          | -                              | 0                              | 0                              | -                   | -                   | -                        | -                        | 2       | 0       | 37    | 0     |
| 2006-2007             | Manchester United (prêt) | Premier League        | 6           | 0           | 7                     | 0                     | -          | -          | C1                             | 0                              | 0                              | -                   | -                   | -                        | -                        | -       | -       | 13    | 0     |
| 2007-2008             | Manchester United        | Premier League        | 9           | 0           | 2                     | 0                     | 0          | 0          | C1                             | 5                              | 0                              | -                   | -                   | -                        | -                        | 2       | 0       | 18    | 0     |
| 2008-2009             | Manchester United        | Premier League        | 4           | 0           | 2                     | 0                     | 0          | 0          | C1                             | 2                              | 0                              | 0                   | 0                   | 0                        | 0                        | -       | -       | 8     | 0     |
| 2009-2010             | Manchester United        | Premier League        | 8           | 0           | 4                     | 0                     | 0          | 0          | C1                             | 2                              | 0                              | -                   | -                   | -                        | -                        | 4       | 0       | 18    | 0     |
| 2010-2011             | Manchester United        | Premier League        | 5           | 0           | 3                     | 0                     | 0          | 0          | C1                             | 2                              | 0                              | -                   | -                   | -                        | -                        | -       | -       | 10    | 0     |
| 2011-2012             | Manchester United        | Premier League        | 0           | 0           | 0                     | 0                     | 0          | 0          | C1+C3                          | 0+0                            | 0+0                            | -                   | -                   | -                        | -                        | -       | -       | 0     | 0     |
| 2011-2012             | Watford FC (prêt)        | Championship          | 13          | 0           | 0                     | 0                     | -          | -          | -                              | -                              | -                              | -                   | -                   | -                        | -                        | -       | -       | 13    | 0     |
| Sous-total            | Sous-total               | Sous-total            | 45          | 0           | 18                    | 0                     | 0          | 0          | -                              | 11                             | 0                              | 0                   | 0                   | 0                        | 0                        | 6       | 0       | 80    | 0     |
| 2012-2013             | Brighton & Hove          | Championship          | 43          | 0           | 3                     | 0                     | -          | -          | -                              | -                              | -                              | -                   | -                   | -                        | -                        | 1       | 0       | 47    | 0     |
| 2013-2014             | Brighton & Hove          | Championship          | 41          | 0           | 2                     | 0                     | -          | -          | -                              | -                              | -                              | -                   | -                   | -                        | -                        | -       | -       | 43    | 0     |
| Sous-total            | Sous-total               | Sous-total            | 84          | 0           | 5                     | 0                     | -          | -          | -                              | -                              | -                              | -                   | -                   | -                        | -                        | 1       | 0       | 90    | 0     |
| 2014-2015             | Wolverhampton            | Championship          | 13          | 0           | -                     | -                     | -          | -          | -                              | -                              | -                              | -                   | -                   | -                        | -                        | -       | -       | 13    | 0     |
| Sous-total            | Sous-total               | Sous-total            | 13          | 0           | -                     | -                     | -          | -          | -                              | -                              | -                              | -                   | -                   | -                        | -                        | -       | -       | 13    | 0     |
| 2015-2016             | Birmingham City          | Championship          | 41          | 0           | 1                     | 0                     | -          | -          | -                              | -                              | -                              | -                   | -                   | -                        | -                        | -       | -       | 42    | 0     |
| 2016-2017             | Birmingham City          | Championship          | 5           | 0           | -                     | -                     | -          | -          | -                              | -                              | -                              | -                   | -                   | -                        | -                        | -       | -       | 5     | 0     |
| Sous-total            | Sous-total               | Sous-total            | 46          | 0           | 1                     | 0                     | -          | -          | -                              | -                              | -                              | -                   | -                   | -                        | -                        | -       | -       | 47    | 0     |
| Total sur la carrière | Total sur la carrière    | Total sur la carrière | 219         | 0           | 28                    | 0                     | -          | -          | -                              | 11                             | 0                              | 0                   | 0                   | 0                        | 0                        | 11      | 0       | 269   | 0     |

## Palmarès

### En club
- Manchester United
  - Champion d'Angleterre en 2007, 2008, 2009 et 2011
  - Vainqueur de la League Cup en 2010.
  - Vainqueur de la Ligue des champions 2007-2008